# Équipe de Belgique de hockey sur gazon aux Jeux olympiques d'été de 2016
Cet article relate le parcours de l'Équipe de Belgique de hockey sur gazon masculin lors des Jeux olympiques de 2016 organisé au Brésil. Il s'agit de la 14e participation de la Belgique aux Jeux olympiques.

## Maillots
L'équipe de Belgique porte pendant les Jeux de Rio de Janeiro un maillot confectionné par l'équipementier Reece Australia.
| Couleurs | Noir, jaune, rouge |
| Marque   | Reece Australia    |
| Domicile | Extérieur          |

## Effectif
| Sélectionneur     | Sélectionneur        | Shane Mcleod             | Shane Mcleod | Shane Mcleod                |
| N°                | Nom                  | Date de naissance et âge | Sél. (buts)  | Club                        |
| Gardien de but    |                      |                          |              |                             |
| 13                | Vincent Vanasch      | 21 décembre 1987         | 1,86 m       | Waterloo Ducks              |
| Défenseur         |                      |                          |              |                             |
| 1                 | Gauthier Boccard     | 26 août 1991             | 1,80 m       | Waterloo Ducks              |
| 10                | Loick Luypaert       | 19 août 1991             | 1,83 m       | Braxgata Hockey Club        |
| 11                | Emmanuel Stockbroekx | 23 décembre 1993         | 1,89 m       | HC Bloemendaal              |
| 15                | Arthur Van Doren     | 1er octobre 1994         | ?            | KHC Dragons                 |
| 16                | Elliot Van Strydonck | 21 juillet 1988          | 1,85 m       | Royal Léopold Club          |
| Milieu de terrain |                      |                          |              |                             |
| 6                 | Felix Denayer        | 31 janvier 1990          | 1,90 m       | KHC Dragons                 |
| 8                 | John-John Dohmen     | 24 janvier 1988          | 1,74 m       | Waterloo Ducks              |
| 9                 | Simon Gougnard       | 17 janvier 1991          | 1,87 m       | Racing Club de Bruxelles    |
| 12                | Jérôme Truyens       | 4 août 1987              | 1,78 m       | Racing Club de Bruxelles    |
| Buteur            |                      |                          |              |                             |
| 4                 | Cédric Charlier      | 27 novembre 1987         | ?            | Racing Club de Bruxelles    |
| 5                 | Tanguy Cosyns        | 29 juin 1991             | ?            | Royal Daring Hockey Club    |
| 7                 | Sébastien Dockier    | 26 août 1989             | ?            | Hockeyclub 's-Hertogenbosch |
| 14                | Florent Van Aubel    | 25 octobre 1991          | 1,78 m       | KHC Dragons                 |

## Résultats

### Poule B

#### Classement
| Rang | Équipe           | Pts | J | G | N | P | Bp | Bc | Diff |
| ---- | ---------------- | --- | - | - | - | - | -- | -- | ---- |
| 1    | Belgique         | 12  | 5 | 4 | 0 | 1 | 21 | 5  | +16  |
| 2    | Espagne          | 10  | 5 | 3 | 1 | 1 | 13 | 6  | +7   |
| 3    | Australie        | 9   | 5 | 3 | 0 | 2 | 13 | 4  | +9   |
| 4    | Nouvelle-Zélande | 7   | 5 | 2 | 1 | 2 | 17 | 8  | +9   |
| 5    | Grande-Bretagne  | 5   | 5 | 1 | 2 | 2 | 14 | 10 | +4   |
| 6    | Brésil           | 0   | 5 | 0 | 0 | 5 | 1  | 46 | -45  |

| 6 août 2016       | Belgique                                              | 4 - 1   | Grande-Bretagne | Centre olympique de hockey             |                                        |
| 12h30 (UTC−03:00) | Truyens 6e · Cosyns 33e · Gougnard 35e · Charlier 56e | (1 - 1) | 27e Catlin      | Arbitrage : John Wright Coen van Bunge | Arbitrage : John Wright Coen van Bunge |

| 7 août 2016       | Brésil | 0 - 12  | Belgique | Centre olympique de hockey                    |                                               |
| 19h30 (UTC−03:00) |        | (0 - 5) | 12e van Aubel · 14, 54e van Doren · 18, 53e Cosyns · 25e Denayer · 28e Truyens · 33e Boccard · 34e Briels · 41e Dockier · 48e Charlier · 51e Dohmen | Arbitrage : Germán Montes de Oca Javed Shaikh | Arbitrage : Germán Montes de Oca Javed Shaikh |

| 9 août 2016       | Belgique          | 1 - 0   | Australie | Centre olympique de hockey             |                                        |
| 20h30 (UTC−03:00) | Tanguy Cosyns 16e | (1 - 0) |           | Arbitrage : John Wright Marcin Grochal | Arbitrage : John Wright Marcin Grochal |

| 11 août 2016      | Espagne         | 1 - 3   | Belgique                                          | Centre olympique de hockey                        |                                                   |
| 13h30 (UTC−03:00) | Pau Quemada 41e | (0 - 3) | 6, 21e Cédric Charlier · 16e Emmanuel Stockbroekx | Arbitrage : Christian Blasch Germán Montes de Oca | Arbitrage : Christian Blasch Germán Montes de Oca |

| 12 août 2016      | Belgique              | 1 - 3   | Nouvelle-Zélande                                    | Centre olympique de hockey                   |                                              |
| 18h00 (UTC−03:00) | Florent van Aubel 58e | (0 - 0) | 31e Simon Child · 37e Nick Wilson · 52e Hugo Inglis | Arbitrage : Germán Montes de Oca John Wright | Arbitrage : Germán Montes de Oca John Wright |

### Quart de finale
| 14 août 2016      | Belgique                                 | 3 - 1   | Inde                | Centre olympique de hockey             |                                        |
| 12h30 (UTC−03:00) | Sébastien DOCKIER 34, 45e · Tom BOON 50e | (0 - 1) | 15e Akashdeep SINGH | Arbitrage : Simon Taylor Nathan Stagno | Arbitrage : Simon Taylor Nathan Stagno |

### Demi−finales
| 16 août 2016      | Belgique                                                          | 3 - 1   | Pays-Bas                 | Centre olympique de hockey                    |                                               |
| 17h00 (UTC−03:00) | Jérôme TRUYENS 25e · John-John DOHMEN 29e · Florent VAN AUBEL 46e | (2 - 1) | 29e Mink VAN DER WEERDEN | Arbitrage : Germán Montes de Oca Murray Grime | Arbitrage : Germán Montes de Oca Murray Grime |

### Finale
| 18 août 2016      | Belgique | 2 - 4   | Argentine | Centre olympique de hockey               |                                          |
| 17h00 (UTC−03:00) |          | (1 - 3) |           | Arbitrage : John Wright Christian Blasch | Arbitrage : John Wright Christian Blasch |